# シティタワー高輪
シティタワー高輪（シティタワーたかなわ）は、東京都港区高輪一丁目に位置する住友不動産が分譲した超高層マンションである。

## 概要
桜田通りに面した敷地に2004年（平成16年）に竣工した地下2階・35階建のツインタワーマンションである。設計を安井建築設計事務所、コンセプト・外観デザインを木下ヒロアキ（KTGYグループ）、インテリア・デザインをエリック・グレスラが監修、施工は清水建設が担った。
外観は伝統的な三層構成を踏襲。深みのある緑色のタイルの貼分けは、頂部へ向けて軽快なトーンとすることで伸びやかなタワーデザインを実現した。また総合設計制度を活用することで高容積を獲得し、それにより求められた歩道状空間や広場は都心では貴重な緑地環境を地上に生み出した。
前面の桜田通りの傾斜の沿って自然石貼の2層のグランドアーケードを設け、高層建築物の足元と感じさせない街並みのスケール感を創出。また二層吹き抜けの大空間エントランスホールと連続する水辺空間は、石垣擁壁と緑の額縁で外界から切り取られた居住者だけのくつろぎの空間となっている。
専用部のプランは頂部4フロアを高階高・フリープランの設定とし、一般階においても選択性の高いプランバリエーションを用意した。最高分譲価格は約200m2約4億円だった。共用施設にはミニコンビニ、フィットネスジム、シアタールーム、茶室、スカイラウンジ、会議室、ゲストルーム等が完備され、コンシェルジュが24時間常駐する。

## 周辺
- 明治学院大学白金キャンパス
- 東海大学高輪キャンパス
- シェラトン都ホテル東京
- 八芳園
- 高輪ザ・レジデンス